# Österreichisches Hospiz zur Heiligen Familie

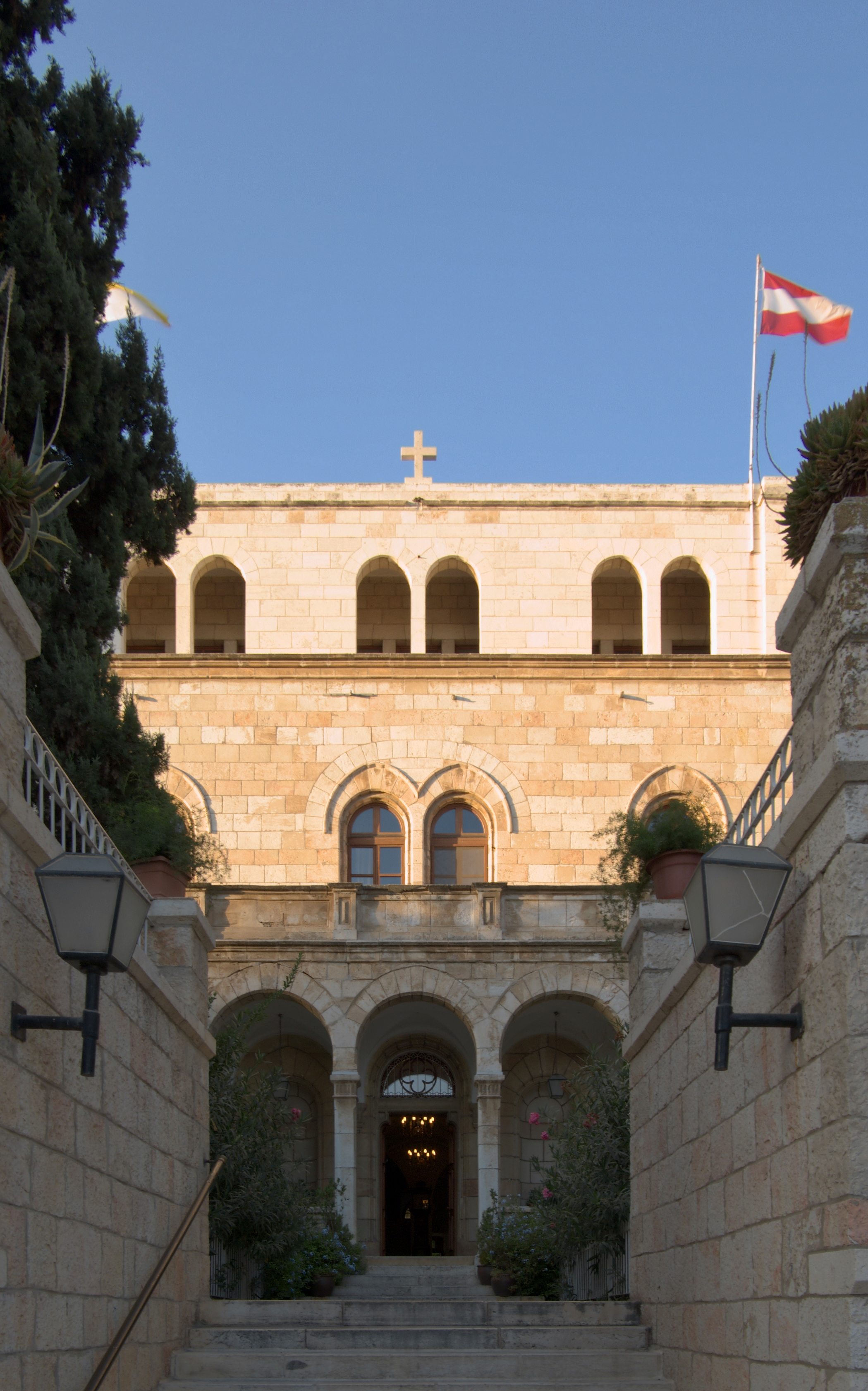
Eingangsbereich des Hospizes, 2010

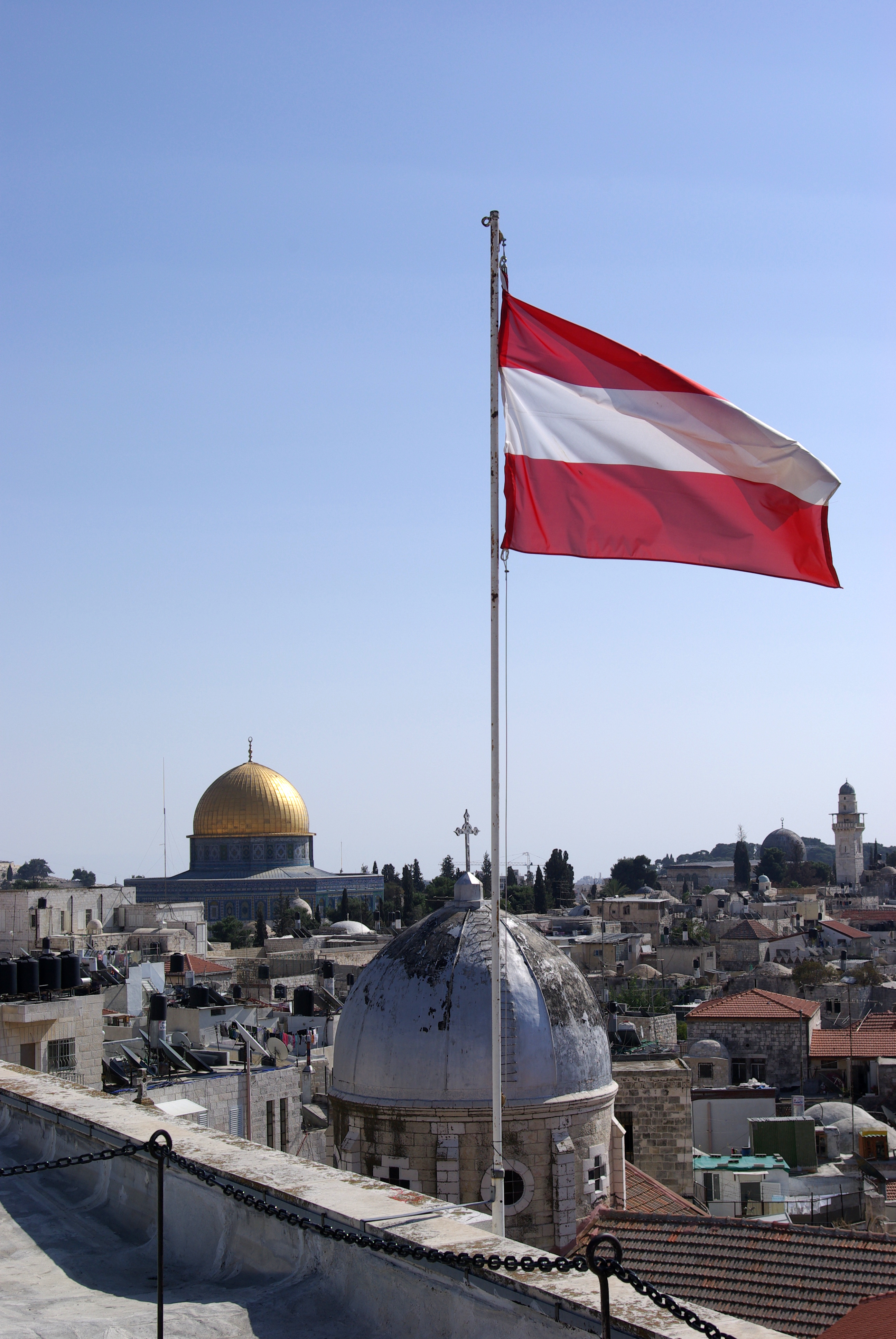
Aussicht vom Dach in Richtung Felsendom, 2008

Das Österreichische Pilger-Hospiz zur Heiligen Familie in Jerusalem ist eine katholische Pilgerherberge in der Altstadt Jerusalems. Es befindet sich an der Ecke Via Dolorosa und El-Wad-Straße des Muslimischen Viertels, an der 3. Station des Kreuzweges gelegen. Seit der Suspendierung des Rektors des Hospizes Markus Stefan Bugnyar im Oktober 2024, steht das Hospiz unter einer interimistischen Leitung. Das 1856 gegründete und am 19. März 1863 eröffnete Hospiz ist das älteste nationale Pilgerhaus im Heiligen Land. Es handelt sich um eine kirchliche Stiftung, die dem jeweiligen Erzbischof von Wien anvertraut ist.
Seit Anfang der 1990er Jahre kann man im Hospiz auch seinen Wehrersatzdienst ableisten, seit dem 1. Jänner 2016 nach Maßgabe des neuen Freiwilligen-Gesetzes.

## Geschichte

### Vorgeschichte
Das Interesse der europäischen Großmächte an der Levante stieg Mitte des 19. Jahrhunderts, nachdem eine Allianz aus Österreich, Großbritannien, Preußen und Russland den Vormarsch der Ägypter unter Muhammed Ali Pascha gestoppt und die osmanische Provinz Şam wieder unter die Kontrolle der Hohen Pforte in Istanbul gebracht hatte. Als Reaktion auf die Orientkrise begannen Preußen, Frankreich, Großbritannien, das Russische Zarenreich und das Österreichische Kaiserreich Mitte der 1840er Jahre die ersten Konsulate und nationalkirchlichen Einrichtungen zu gründen.
Österreich eröffnete sein Vize-Konsulat am 1. Mai 1849. 1852 schlug der österreichische Vizekonsul Josef Graf Pizzamano vor, ein Pilgerspital mit zugehöriger Kirche zu bauen, um den Einfluss Österreichs als Schutzmacht der Christen im Nahen Osten zu festigen.
Der damalige Wiener Erzbischof Joseph Othmar von Rauscher griff die Idee Pizzamanos auf und beschloss den Bau eines Pilger-Hospizes mit einer kleinen Krankenstation für die Pilger aus den Regionen der Monarchie.

### Baugeschichte & Gründung
Anfang 1854 wurde der 3956 m² große Baugrund an der Ecke Via Dolorosa/El-Wad-Straße in der Altstadt Jerusalems für 5.700 Gulden österreichischer Währung durch Konsul Pizzamano erworben.
Die ersten Pläne legte der renommierte Architekt Ermete Pierotti vor, allerdings wurde die endgültige Planung und Ausführung an den Architekten Anton Endlicher übergeben. Dieser reiste gemeinsam mit den Polieren Josef Wenz und Johann Wiltner im November 1855 nach Jerusalem.
Zu Beginn des Jahres 1856 kam es durch die zeitraubenden Erdarbeiten zu einer Kostenexplosion. Kardinal Rauscher sah sich gezwungen, Abstriche bei der Fassadengestaltung des Hauses vorzunehmen. Die neugefertigten Baupläne wurden nun genehmigt und der Bau konnte beginnen. Die Finanzierung des Bauvorhabens erfolgte über die Karfreitagskollekte und Privatspenden.
Am 31. Dezember 1856 wurde der Grundstein des Österreichischen Hospizes gelegt. Aufgrund diverser Komplikationen ersetzte der Polier Josef Wenz, Anton Endlicher als Bauleiter.
Der 20. Oktober 1858 ist das Datum der Schlusssteinlegung. Die Kapelle des Hospizes wurde feierlich durch den Lateinischen Patriarchen Giuseppe Valerga geweiht und das Pilger-Gästehaus am 19. März 1863 eröffnet.

### Unter den Habsburgern
Der spätere Kurator Hermann Zschokke wurde im Februar 1864 als Rektor für das Pilger-Gästehaus bestellt, unter ihm fanden die ersten Zubauten und Modernisierungen statt.
1868 bat die Hausleitung um Unterstützung bei der Führung der Hauswirtschaft und so trafen im gleichen Jahr zwei Frauen aus der Monarchie zur Mitarbeit in Jerusalem ein.
Der November des Jahres 1869 ist eines der wichtigsten Daten für die Popularität der Volkswallfahrten am Ende des 19. Jahrhunderts. Seine Reise zur Eröffnung des Suezkanals nutzte Kaiser Franz Joseph I. zu einer Pilgerfahrt ins Heilige Land. Er war der erste europäische Monarch seit dem Ende des Kreuzfahrer-Reiches, der das Heilige Land aufsuchte. Dieser Besuch war ein symbolträchtiges Vorbild für die folgenden Pilgergenerationen aus der Monarchie.

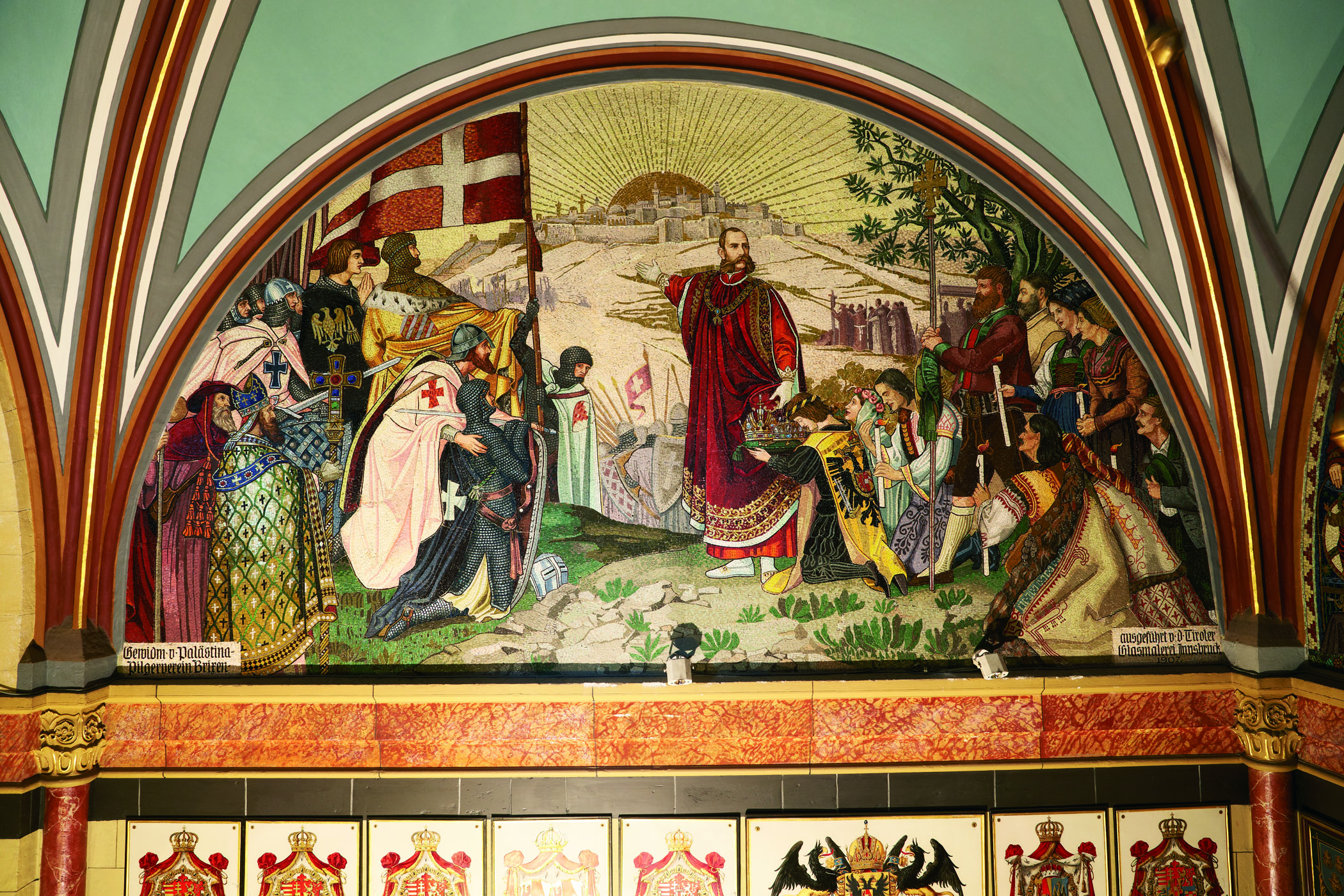
Mosaik „Die kriegerische und friedliche Pilgerung Österreich-Ungarns nach dem hl. Land von ältesten Zeiten an“ in der Hospizkapelle

Im Jahr 1895 setzte sich der Kurator des Hauses Prälat Hermann Zschokke für eine bauliche Umstrukturierung und Modernisierung ein, da gegen Ende des 19. Jahrhunderts der Charakter der Wallfahrten sich grundlegend verändert hatte. Um auch die ungarische Reichshälfte der k.u.k. Monarchie einzubinden, wurde der Ungar Stephan Csarszky als Vizerektor berufen und das Haus in Österreichisch-Ungarisches Pilgerhaus zur Hl. Familie umbenannt. Vier Schwestern der Kongregation des Hl. Karl Borromäus trafen, gemeinsam mit einem Wiener Gärtner, im Sommer 1896 ein, die die Verwaltung der Küche und der Wäscherei übernahmen. Im Jahr 1898 brachen über 500 Teilnehmer zur ersten Tiroler Volkswallfahrt unter Oberst a. D. Heinrich Himmel von Agisburg nach dem Heiligen Land auf.

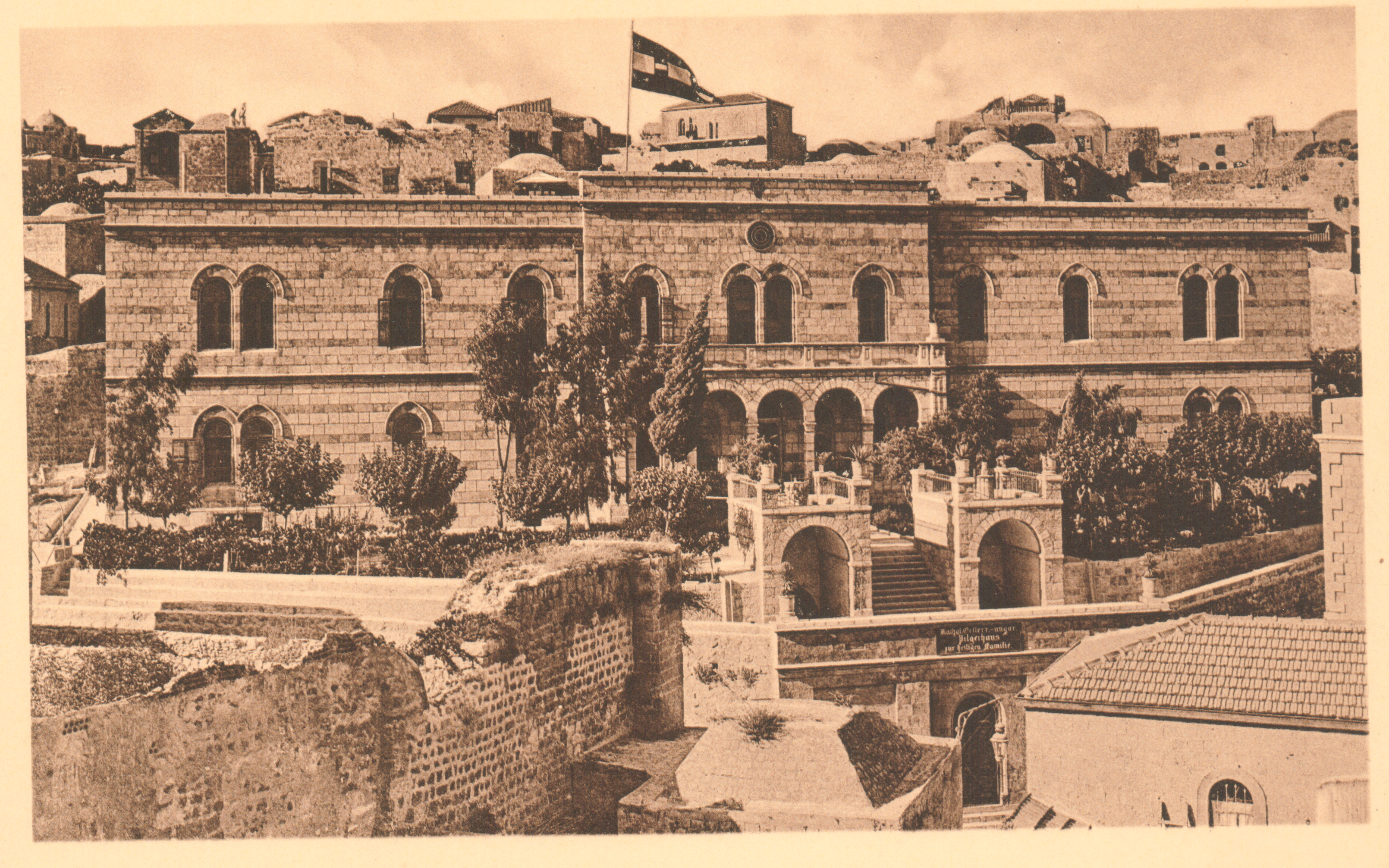
Postkarte mit Frontalansicht des Hospizes, Ende 19. Jahrhundert

Die Erhöhung der Anzahl der Gästebetten auf 100 und die Anlegung der Terrasse erfolgten 1902. Um den Schwestern einen Rückzugsort zu bieten, wurde 1903 der Grundstein für das Schwesternhaus gelegt und 1904 der Bau vollendet.

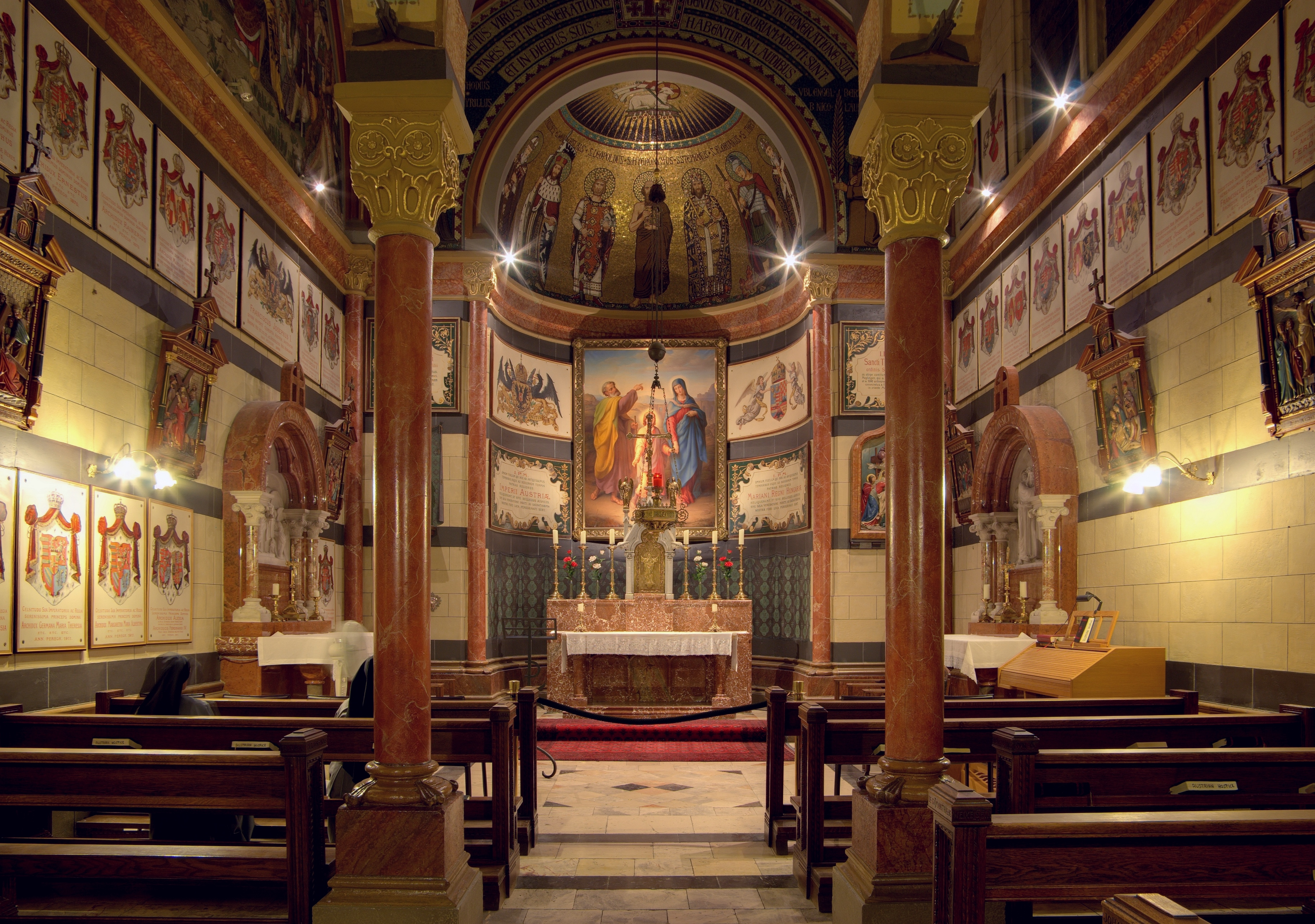
Ansicht des Altarraumes der Hospizkapelle, 2010

1908, im 60-jährigen Jubiläumsjahr der Thronbesteigung Kaiser Franz Josephs, wurde die Erneuerung der Kapelle in Angriff genommen. Dieser Ausbau umfasste die beiden Seitenaltäre des Deutschen Ritterordens, ein Mosaik der prominentesten Heiligen der Kronländer in der Kuppel der Apsis, neue Beichtstühle und Kirchenbänke sowie eine neue Sakristei. Diese Arbeiten dauerten bis 1910 an.
1913 wurde der bereits von 1900 bis 1906 amtierende Rektor Franz Fellinger erneut Rektor des Hauses.

### Hospiz im Ersten Weltkrieg
Das Osmanische Reich trat auf Seiten des Vierbundes in den Ersten Weltkrieg ein. Im Laufe der Mobilisierungsphase wurden am 9. September 1914 die Kapitulationen für die Mitglieder der Entente aufgelöst und die kirchlichen Einrichtungen der nunmehrigen Feindnationen requiriert.
Als der Sultan im November 1914 den Djihad gegen die Briten ausrief, mussten alle Staatsangehörigen der Entente, auch der Klerus, Jerusalem verlassen. Während dieser Zeit herrschte in der Stadt eine gedrückte und feindselige Stimmung. General Ulrich Back wurde Stadtkommandant und das Österreichische Hospiz erfreute sich zusehender Beliebtheit als Treffpunkt für deutsche und österreichisch-ungarische Militärs.
Das Zurückdrängen der Briten in Ägypten gelang den osmanischen Truppen nicht und 1915 drangen britische Verbände in den Sandschak von Jerusalem vor.
Um der Gefahr einer Requirierung vorzubeugen, wurde das Hospiz im Februar 1916 offiziell in ein Erholungsheim für Offiziere und Soldaten umgewandelt. Die zur Unterstützung entsandte zwei Batterien starke Gebirgshaubitzendivision „von Marno“ zog im Mai 1916 in Jerusalem ein.
Da Jerusalem im November 1917 bereits zur unmittelbaren Kampfzone wurde, evakuierten die österreichisch-ungarischen Konsulatsbeamten und Militärs die Stadt, nur Rektor Fellinger und die Schwestern verblieben im Hospiz, um dieses vor Plünderungen zu bewahren.
Am 11. Dezember 1917 übernahm General Edmund Allenby kampflos Jerusalem. Das Österreichische Hospiz wurde am 16. Februar 1918 von der britischen Administration requiriert und in ein anglikanisches Waisenhaus für syrisch-christliche Kinder umgewandelt.

### Britische Mandatszeit
Am 29. August 1919 wurde das Waisenhaus aufgelöst und das Gebäude am selben Tag an das Kuratorium zurückgegeben. Rektor Franz Fellinger übernahm sofort wieder die Leitung des Hauses. Nach Sichtung und anschließender Entschädigung durch die britische Administration begannen Ende Oktober die Reinigungs-, Desinfektions- und Reparaturarbeiten am Hospiz.
Um das Hospiz während der Nachkriegsjahre zu unterhalten, wurde es in eine Pension für britische Offiziere und Verwaltungsbeamte umgewandelt. Mit diesen Einnahmen wurde das Haus 1923 vollständig elektrifiziert. Viele Nachfolgestaaten der Donaumonarchie erhoben Besitzansprüche am Hospiz, es blieb jedoch im Besitz der Erzdiözese Wien. Das Wort „Österreichisch“ wurde allerdings 1924 aus dem Namen genommen und die Tschechoslowaken ebenso wie die Ungarn und Slowenen erhielten einen Sitz im Kuratorium.
Das Kuratorium bewilligte die Pläne für eine dringend benötigte Aufstockung im Jänner 1931. Als Baumeister wurde der gebürtige Wiener Gottlieb Bäuerle engagiert. Die Arbeiten begannen im Winter 1932 und endeten ein Jahr später. Die Attraktivität des Hauses wurde durch die neue Dachterrasse gesteigert.
1935 wurde Franz Haider als Rektor berufen. Mitte April des Jahres 1936 brach der arabische Aufstand gegen die britische Mandatsmacht aus. Die Besucherströme kamen zum Erliegen. Am 18. Mai 1936 wurde der Wiener Bedienstete Karl Breitlinger rücklings erschossen, da man ihn mit einem Aufständischen verwechselte. Der Konflikt ebbte langsam wieder ab und im Jahr 1937 nächtigten 498 Gäste im Hospiz.
Nach dem Anschluss 1938 war der rechtliche Status des Österreichischen Hospizes unklar. Dadurch blieb das Pilgerhaus zwischenzeitlich als selbstständige kirchliche Institution bestehen. Das Dritte Reich warf sofort ein Auge auf das Hospiz und seine Sonderstellung im Nahen Osten, man versuchte zunächst Druck auf den Rektor auszuüben, indem man die Gehaltszahlungen einfror. Dem Druck aus Berlin standhaltend stellte Kardinal Theodor Innitzer fest, dass das Österreichische Hospiz eine rein kirchliche Institution sei und nur durch Beschluss des Kuratoriums, in dem alle Diözesen des ehemaligen Habsburgerreiches vertreten seien, überschrieben werden könne, was ja schon aus politischen Gründen nicht möglich sei.
Gleich nach der Kriegserklärung Großbritanniens 1939 wurde das Hospiz von der britischen Mandatsmacht beschlagnahmt und Rektor Franz Haider wurde für fünf Tage interniert. Seine rasche Freilassung war der Intervention Franz Fellingers zu verdanken. Das Haus wurde in ein Internierungslager für deutsche und italienische Geistliche umgewandelt. Weihbischof Fellinger bewirkte die Erlaubnis, dass die fünf Vöcklabrucker Schwestern im Pilgerhaus bleiben und den Haushalt führen durften. Vor Weihnachten wurden die meisten der 29 Internierten aus dem Hospiz entlassen und erhielten beschränkte Bewegungsfreiheit. Nur für Rektor Haider und den Lazaristenpater Leo Schmitt blieb die Internierung bestehen.
Am 8. März 1940 wurde Haider in ein Internierungslager nach Akko überstellt, die Hausleitung übergab er den im Haus verbleibenden Schwestern. Im Mai kam es wieder zur Internierung von Geistlichen der Achsenmächte. Die 80 Internierten, darunter auch 23 Laien, wurden am 28. Juni in ein Franziskanerkloster verlegt, um 170 englischen Frauen und Kindern aus Ägypten Platz zu machen.
Bereits im Jänner 1941 verließen die britischen Flüchtlinge das Hospiz und die Schwestern erhielten wieder Zutritt zum Haus. Um die etwaigen Schäden zu eruieren, wurde Franz Haider aus dem Internierungslager in Haifa, wohin er zwischenzeitlich überstellt worden war, nach Jerusalem gebracht. Danach wurde das Pilgerhaus in ein Lager für 150 Ordensschwestern aus dem Deutschen Reich umgewandelt. Als Rektor fungierte in dieser Zeit der deutsche Direktor der Schmidt-Schule, Pater Johannes Sonnen.
Im Juli 1943 wurde das Internierungslager aufgelassen und alle bisher internierten Schwestern durften in ihre Konvente zurückkehren.
Im Mai 1944 beschloss die britische Armee, im Haus eine Offiziersschule einzurichten, zu deren Lehrkörper auch der spätere Außenminister Israels Abba Eban gehörte. Die Schwestern führten die Küche und den Haushalt weiter. Rektor Franz Haider erhielt keine Rückkehrerlaubnis für das Mandatsgebiet Palästina.
Die Offiziersschule wurde schließlich im September 1947 geschlossen und in einen britischen Polizeiposten umgewandelt.
Am 6. Jänner 1948 zogen sich die Briten aus der Jerusalemer Altstadt zurück und die offizielle Rückgabe des Pilger-Gästehauses an Pater Sonnen erfolgte am 22. April 1948, jedoch stand das Haus unter der Verwaltung des Roten Kreuzes, unter dessen Oberaufsicht ein Lazarett eingerichtet wurde. Am 1. Mai 1948 wurden die ersten Patienten ins Hospiz verlegt.

### Jordanische Verwaltung
Während des israelischen Unabhängigkeitskriegs wurde das Österreichische Hospiz als Feldlazarett verwendet; am 10. Juni 1948 zerstörte ein Granatwerfertreffer den Balkon und tötete einen Krankenpfleger und vier Patienten. Die Verwaltung lag in dieser Zeit beim Roten Kreuz und der transjordanischen Administration. Die österreichischen Ordensfrauen halfen aktiv bei der Krankenpflege mit.
Nach dem Waffenstillstand vom 3. April 1949 zwischen Transjordanien und Israel lag das Hospiz im von Transjordanien besetzten Teil.
Im April des Jahres 1950 erfolgte die Eingliederung Ostjerusalems und der Westbank in das transjordanische Staatsgebiet. Franz Haider kehrte Ende September aus seinem australischen Zwangsexil, wo er als Seelsorger in Melbourne tätig war, ins Hospiz als Rektor zurück und begann sofort Mietvertragsverhandlungen mit der Regierung in Amman aufzunehmen.
Die Instandsetzungsarbeiten begannen 1951. Am 20. Juli desselben Jahres wurde König Abdallah von Jordanien Opfer eines Schussattentats. Man lieferte ihn in das Österreichische Hospiz ein. Bei der Notbetreuung tat sich besonders Schwester Liliosa Fasching hervor, allerdings erlag der König seinen Verletzungen.
1953 wurde ein vorläufiger dreijähriger Pachtvertrag zwischen der transjordanischen Regierung und der Erzdiözese Wien zur Nutzung des Hospizes als Krankenhaus unterzeichnet.
Der schon sehr kränkliche Rektor Franz Haider kehrte am 15. März 1954 nach Wien zurück, die Vöcklabrucker Schwestern blieben ihrer Aufgabe treu und hielten den österreichischen Einfluss aufrecht. Offizieller Rektor des Hospizes blieb jedoch Franz Haider.
Der palästinensisch-christliche Sachverwalter des Hauses Antoine F. Albina verlängerte 1961, in Vertretung für Rektor Franz Haider, den Vertrag mit der jordanischen Regierung.

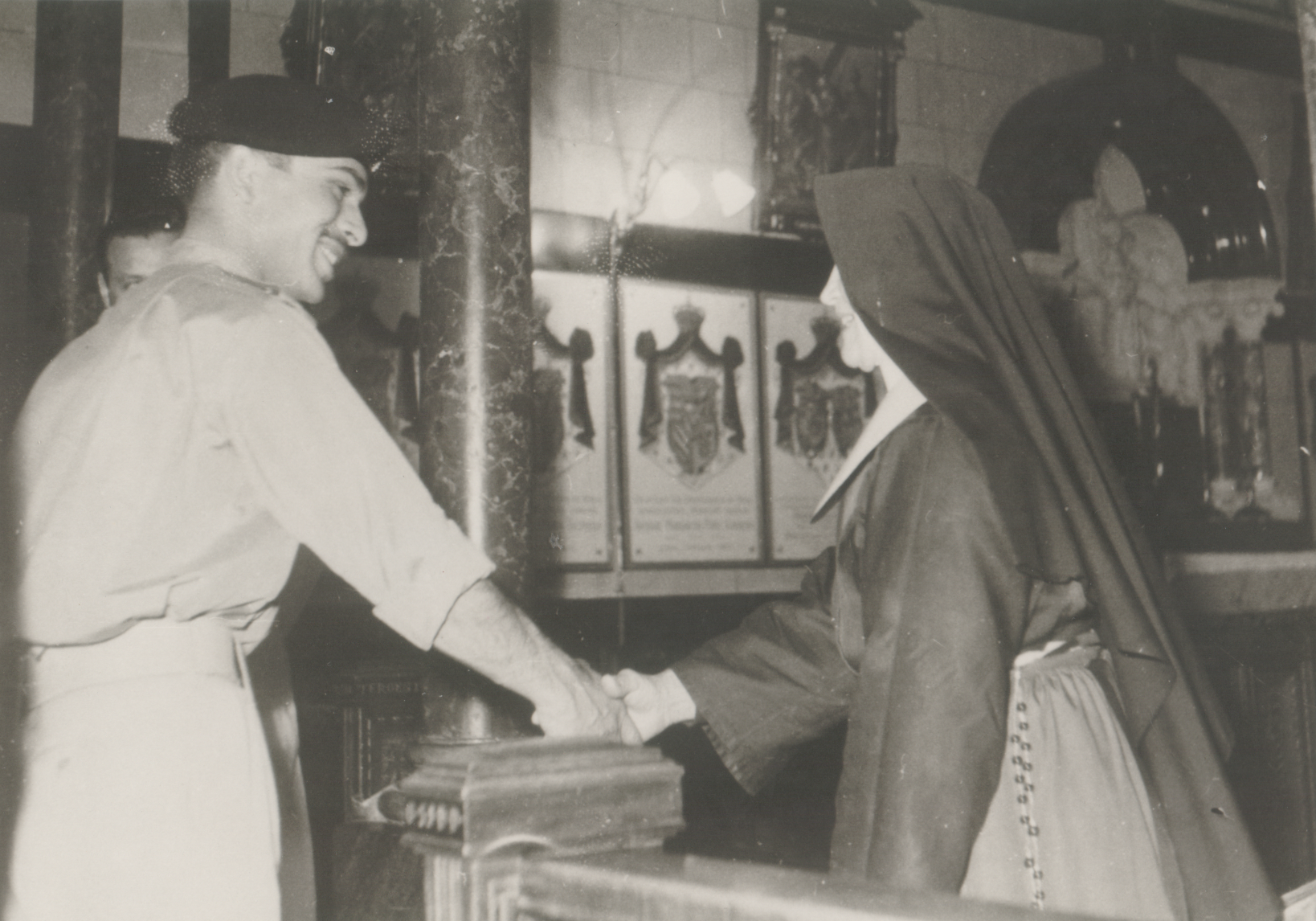
König Hussein I. (Jordanien) und Schwester Liliosa Fasching, 1961

1966, als die Regierung in Amman gewillt war, Gespräche zur Auflösung des Krankenhauses im Österreichischen Hospiz zu führen, wurde Franz Sauer durch das Kuratorium zum neuen Rektor bestellt.
Die Hoffnung auf Rückgabe schwand, als am 5. Juni 1967 der Sechstagekrieg ausbrach und das Hospiz wieder in ein Kriegslazarett umfunktioniert wurde. Die israelische Armee eroberte die Altstadt; die Zukunft des Pilger-Hospizes war von Neuem ungewiss.

### Rückgabe und Wiedereröffnung
Man hoffte auf eine Rückgabe Anfang 1970, allerdings stellte die Behandlung des Pilgerhauses, da es im völkerrechtlich umstrittenen Teil liegt, für beide Seiten ein Präjudiz dar. Würde man von den Israelis Miete verlangen, würde man die annektierte Altstadt als Teil Israels anerkennen. Für die katholische Kirche Österreichs hieß das, das Spital weiterbestehen lassen zu müssen und den Mietzins von jordanischer Seite entgegenzunehmen. Obwohl das Haus offiziell schon lange Zeit kein Pilgerhaus mehr war, organisierte Rektor Franz Sauer immer wieder Pilgerreisen und führte diese auch ins Hospiz.
Das israelische Gesundheitsministerium kündigte 1980 24 Spitalsangestellte, wogegen die arabische Bevölkerung vehement protestierte. Es kam zu Demonstrationen, Streiks und Medienkampagnen. Die arabische Verwaltung wollte das Hospiz zu einem modernen Krankenhaus ausbauen, allerdings machte ihnen Rektor Sauer klar, dass es nicht auf Dauer als Spital fortbestehen könne.
Weihnachten 1984 erlitt Rektor Franz Sauer einen Schwächeanfall, daraufhin wurde ihm Manfred Kniewasser als Vizerektor zur Seite gestellt.
Aufgrund von Budgeteinsparungen seitens des israelischen Gesundheitsministeriums sollte das Hospiz mit dem 31. Juli 1985 geschlossen werden. Um keine Zwischenfälle zu riskieren, entschloss sich die israelische Exekutive, das Spital schon zwei Tage früher zu evakuieren. Es kam zu einem Generalstreik von Seiten der arabischen Bevölkerung.
Zwischenzeitlich stand das Hospiz leer und wurde durch einen privaten Sicherheitsdienst bewacht. Im Dezember 1985 übernahmen die beiden Rechtsanwälte Julius Schuster und Franz Eckert für das Kuratorium das versiegelte Gebäude. Am 21. Dezember fand in der Hauskapelle die erste Messfeier statt und gegen Ende des Monats traf die erste Pilgergruppe im Haus ein.
Anfang Jänner 1987 begann die Generalsanierung. Der Großteil der Bauarbeiter und der Baumeister waren Araber. Das gesamte Haus wurde modernisiert und die großzügigen Fresken im Salon wieder freigelegt und renoviert.
Im Februar 1988 war der Großteil des Hauses wiederhergestellt und am 19. März, zum 125. Jahrestag der Einweihung der Hospizkapelle, wurde das Haus feierlich eröffnet. Der neu berufene Rektor war Wolfgang Schwarz. Insgesamt bestanden die Angestellten des Hospizes aus drei Schwestern von der Congregatio Jesu, fünf arabischen Mitarbeitern und einigen österreichischen Volontären.
Am 7. Jänner 1991 wurde der Beherbergungsbetrieb wegen des Beginns des Irakkriegs offiziell eingestellt. Allerdings entspannte sich die Situation bereits einen Monat später wieder. Schwester Glasauer kehrte nach Österreich zurück und mit dem Theologen Johann Krammer wurde erstmals ein Laie Assistent des Rektors.
1992 gründete der damalige Direktor, Monsignore Wolfgang Schwarz, zusammen mit Wilhelm Bruners die „Bibelpastorale Arbeitsstelle des Katholischen Bibelwerks in Jerusalem“, die bis zu Bruners Rückkehr nach Deutschland im Jahr 2005 bestand.

## Gegenwart
Die Jahre der Zweiten Intifada von 2000 bis 2005 brachten schwere Einbußen, die Auslastung des Gästehauses lag oft unter 20 %. Die österreichischen Diözesen verdoppelten in diesen Jahren die Sammelergebnisse aus der Palmsonntagskollekte, um „ihr Haus im Orient“ offen halten zu können.
Im Mai 2004 übernahm der burgenländische Diözesanpriester Markus Stephan Bugnyár die Aufgabe als Rektor des Hospizes; er hatte zu diesem Zeitpunkt bereits mehrere Semester in Jerusalem Bibelwissenschaften an der École biblique et archéologique française de Jérusalem studiert und sich so für diese Aufgabe in biblisch fundierter Pilgerpastoral qualifiziert.
Die Oberösterreicherin Schwester Bernadette Schwarz übernahm 2008 die Leitung der Hauswirtschaft. Seit September 2011 ist sie Vize-Rektorin – als erste Frau in der Geschichte des Hauses. Ende August 2019 schied sie aus dem Amt.
In Etappen unterzieht sich das Haus seit 2004 einem tiefgreifenden Wandel baulicher und inhaltlicher Natur. Um einen durchgehenden Gästehausbetrieb zu gewährleisten, werden die einzelnen Maßnahmen in Einzelprojekte unterteilt. Historisch bedeutend für die Fertigstellung des Hospizes war die Errichtung der Casa Austria: Im April 2019 wurde dieser neue Trakt im nordöstlichen Areal des Grundstückes an der Via Dolorosa eröffnet, mit dem die Pilgerherberge nun die bereits 1863 intendierte Größe erlangt. Aktuell verfügt das Haus über 45 Zimmer.
Seit 1. Juli 2018 trägt das Österreichische Hospiz in Jerusalem offiziell wieder den wörtlichen Zusatz ‚Pilger‘ und heißt nun „Österreichisches Pilger-Hospiz zur Heiligen Familie in Jerusalem“.
Das Wiener Kaffeehaus wurde sukzessive ausgebaut und trägt seit 2019 den Namen “Café Triest”: in Erinnerung an den Ausgangspunkt der ersten Pilgerfahrten vom Seehafen der ehemaligen k.u.k. Stadt Triest. Seit 2018 befasst sich die Hausleitung mit der anstehenden Generalsanierung der historischen Bausubstanz im Hauptgebäude. Die Corona-Pandemie in den Jahren 2020–22 und der im Oktober 2023 ausgebrochene Krieg Israels gegen die Hamas verzögern aktuell den Beginn der Arbeiten.
Das Pilgerhospiz stellt sich als dezidiert österreichische Einrichtung auch heute die Aufgabe, den Pilger-Gästen mitteleuropäische Gastfreundschaft an den Heiligen Stätten anzubieten.
Als Kultur- und Bildungseinrichtung dient die „Akademie Österreichisches Hospiz“ der interkulturellen Begegnung zwischen Christentum, Judentum und Islam in Form von Vorträgen, Ausstellungen, Publikationen und Konzerten.
Als kirchliche Einrichtung nimmt das Hospiz soziale Verantwortung wahr: Durch die Schaffung von Arbeitsplätzen und die Unterstützung bedürftiger Kinder und Jugendlicher bei Aus- und Weiterbildung sowie junger Familien.
Ein besonderes Augenmerk gilt dabei der katholischen Pfarre „Zur Heiligen Familie“ in Gaza-Stadt, die als Missionsstation durch den Südtiroler Priester Vize-Rektor Georg Gatt 1887 ins Leben gerufen wurde.
Seit Anfang der 1990er Jahre kann man im Hospiz auch seinen Wehrersatzdienst ableisten, seit dem 1. Jänner 2016 nach Maßgabe des neuen Freiwilligen-Gesetzes.
Während für das Jahr 2024 auch eine Reihe an Festivitäten anlässlich des 20-jährigen Rektorats von Markus St. Bugnyár geplant war, wurde Bugnyár im Oktober 2024 von Erzbischof Christoph Schönborn suspendiert. Hintergrund waren Vorwürfe eines Mitarbeiters, die es zu klären gelte.
Seit 2025 ist Lucas Johannes Maier, Gästehaus-Manager seit 2020, interimistischer Rektor des Österreichischen Pilgerhospizes. Das Hospiz musste im Juni 2025 wegen des israelisch-iranischen Krieges vorübergehend den Betrieb einstellen.

## Liste der Hospizrektoren

Albert von Hörmann, 1866–1867 Rektor
Franz Fellinger, 1900–1902 Vizerektor, 1902–1906 und 1913–1935 Rektor
Georg Gatt, 1872–1873 Vizerektor
Johann Fahrngruber, 1875–1879 Rektor
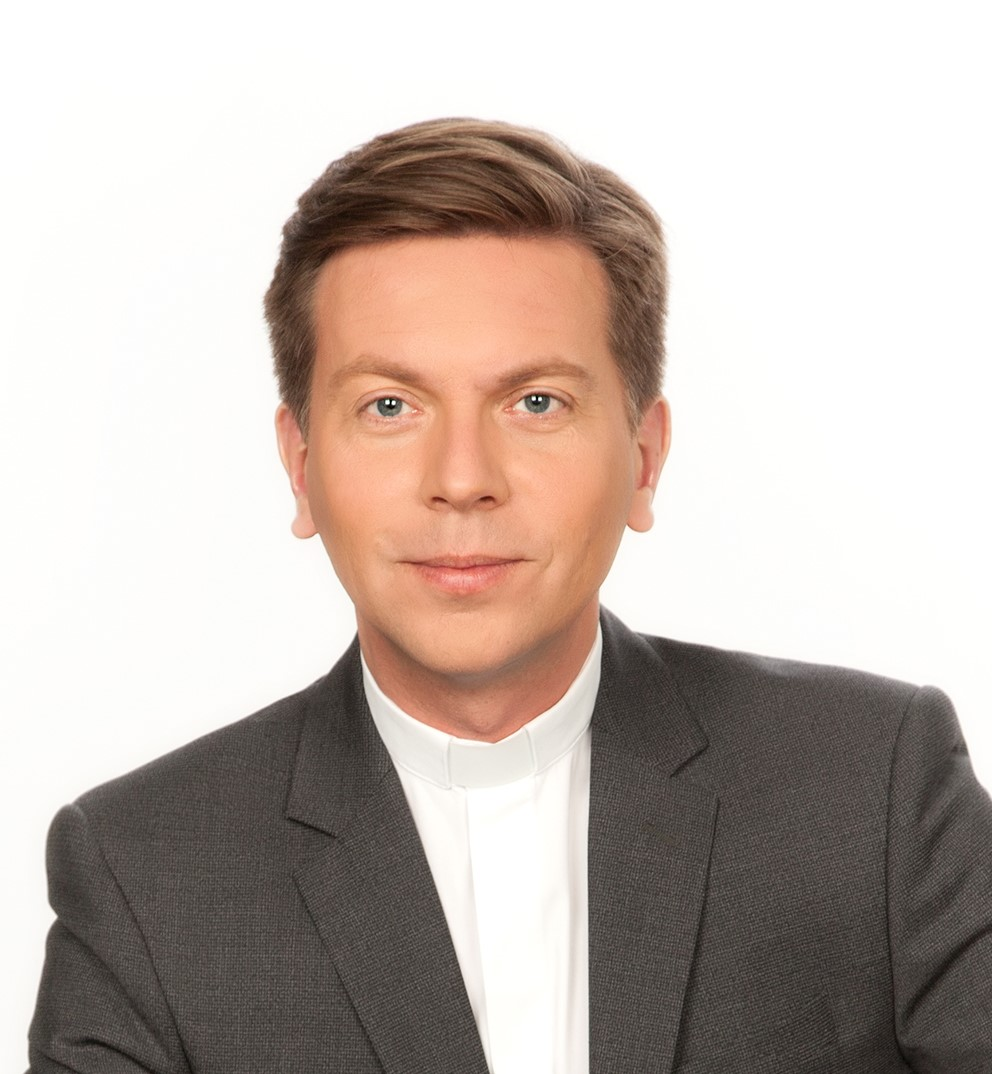
Markus Stephan Bugnyár, 2004–2024

| Name                       | Herkunft              | Zeit                |
| -------------------------- | --------------------- | ------------------- |
| Eduard Kröll               | Brünn                 | 1863–1864           |
| Hermann Zschokke           | Böhm. Leipa           | 1864–1866           |
| Albert v. Hörmann          | Bregenz               | 1866–1867           |
| Anton Wecera               | Mähren                | 1867–1868           |
| Franz Horvath              | Krain                 | 1868–1870           |
| Stephan Rosenberger        | Wien                  | 1870–1871           |
| Ignaz Fischer              | Königgrätz            | 1871–1873           |
| Karl Schnabl               | Wien                  | 1873–1876           |
| Johann Fahrngruber         | St. Pölten            | 1876–1879           |
| P. Franz Josef Costa-Major | Tirol                 | 1879–1892           |
| Richard Joch               | Mährisch Weibßkirchen | 1893–1895           |
| Franz Malecek              | Prag                  | 1895–1897           |
| Stephan Csarszky           | Gran                  | 1897–1902           |
| Franz Fellinger            | Linz                  | 1902–1906           |
| Martin Ehrlich             | Gurk                  | 1906–1910           |
| Leopold Dangelmajer        | Gran                  | 1910–1911           |
| Jakob André                | Salzburg              | 1911–1913           |
| Franz Fellinger            | Linz                  | 1913–1935           |
| Franz Haider               | Wien                  | 1935–1954           |
| Ernst Bannert              | Burgenland            | 1964–1966           |
| Franz Sauer                | Graz                  | 1966–1987           |
| Wolfgang Schwarz           | Wien                  | 1987–2004           |
| Markus Stephan Bugnyár     | Burgenland            | 2004–2024           |
| Lucas Johannes Maier       |                       | interimistisch 2025 |